# Sojoez TM-1
Sojoez TM-1 (Russisch: Союз ТМ-1) was een onbemande testvlucht dat deel uitmaakte van het Sojoez-programma. Het was de eerste vlucht van een Sojoez TM ruimtevaartuig en was de opvolger van het type Sojoez T dat gebruikt werd voor het Saljoetprogramma. De eerste bemande Sojoez TM vlucht was op 5 februari 1987 en bracht drie bemanningsleden naar het Russische ruimtestation Mir. 
TM-1 ·
TM-2 ·
TM-3 ·
TM-4 ·
TM-5 ·
TM-6 ·
TM-7 ·
TM-8 ·
TM-9 ·
TM-10 ·
TM-11 ·
TM-12 ·
TM-13 ·
TM-14 ·
TM-15 ·
TM-16 ·
TM-17 ·
TM-18 ·
TM-19 ·
TM-20 ·
TM-21 ·
TM-22 ·
TM-23 ·
TM-24 ·
TM-25 ·
TM-26 ·
TM-27 ·
TM-28 ·
TM-29 ·
TM-30 ·
TM-31 ·
TM-32 ·
TM-33 ·
TM-34